# Biriatou
Biriatou település Franciaországban, Pyrénées-Atlantiques megyében. Lakosainak száma 1259 fő (2022. január 1.). Biriatou Urrugne, Irun és Bera községekkel határos.

## Népesség
A település népességének változása:
| Lakosok száma | 1167 | 1218 | 1243 | 1222 | 1224 | 1228 | 1231 | 1217 | 1259 |
|               | 2013 | 2015 | 2016 | 2017 | 2018 | 2019 | 2020 | 2021 | 2022 |